# Sysydlaczki
Sysydlaczki, bezrzęski (Suctoria) – gromada w typie orzęsków.
W postaci dojrzałej pozbawione są całkowicie rzęsek, zastąpionych rurkami ssącymi (tentacule), służącymi do pobierania pokarmu. Należą tu różnopostaciowe pierwotniaki przytwierdzone nóżką do podłoża. 
Sysydlaczki to przeważnie mieszkańcy litoralu wód słodkich, rzadziej morskich.
Formy dojrzałe prowadzą osiadły tryb życia i zupełnie pozbawione są rzęsek (orzęsione są jedynie formy młodociane). Sysydlaczki nie mają także cytostomu. Pokarm pobierają przez rurki ssące, rozmieszczone po powierzchni ciała lub skupione w pęczkach. Występuje dymorfizm jądrowy. Rozmnażają się przez pączkowanie, w wyniku którego powstają orzęsione larwy. Sysydlaczki są drapieżne. Ich ofiarami są inne orzeski. Rurki służą zarówno do wysysania cytoplazmy ofiary jak i do wstrzykiwania do komórki ofiary ciała paraliżujące i ułatwiające trawienie. Są wśród sysydlaczków także formy pasożytnicze .
Rozmnażanie przez podział u sysydlaczków rzadko obserwowano. Występują natomiast aż trzy typy pączkowania, w wyniku których powstają tomity (postacie larwalne, postacie młodociane). Tomit  pływa kilka godzin a następnie osiada na podłożu, do którego przyczepia się albo bezpośrednio swoim ciałem albo wytwarza specjalny stylik. Rzęski i kinetosomy (przydatne do planktonicznego trybu życia i aktywnego pływania) zanikają a pojawiają się ssawki – rurki ssące. Procesy stricte płciowe, tak jak u innych orzęsków, przebiegają na drodze koniugacji. W koniugacji biorą udział osobniki sąsiadujące (sysydlaczki prowadzą osiadły tryb życia). Czasem jednak podczas koniugacji jeden osobnik zostaje całkowicie wessany przez drugiego. Takie zjawisko zaobserwowano u Lernaeophrya .